# Iberi

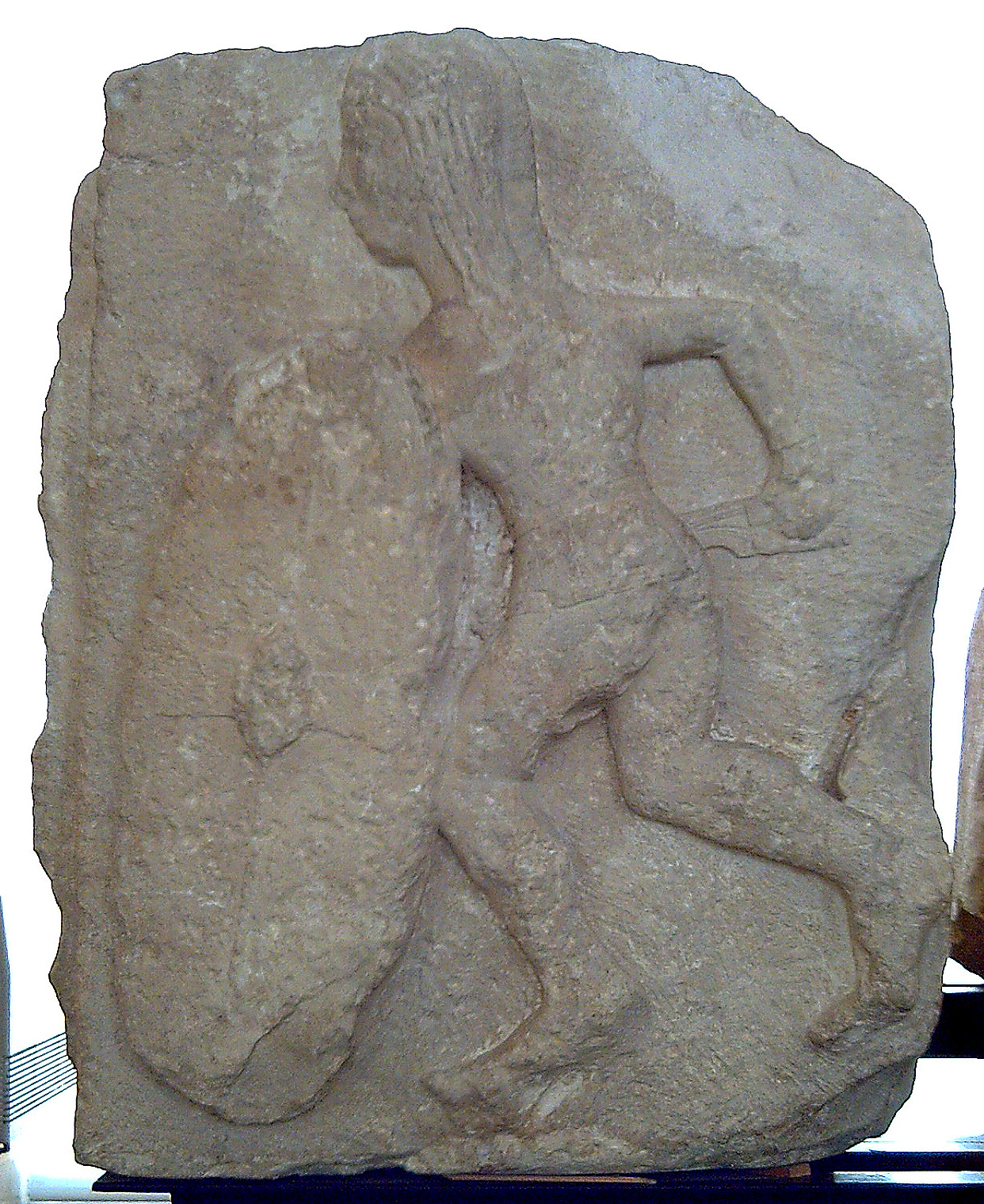
Guerriero ibero (III–II secolo a.C.)

Gli Iberi (in latino Hibērī, in greco Ἴβηρες?, Iberes) o Hispani erano un gruppo di popoli, imparentati linguisticamente tra loro, che abitavano la parte orientale e meridionale della penisola iberica durante il I millennio a.C.
Tuttavia, da vari autori e da varie fonti emerge come in antichità, con il termine “Iberia”, si identificasse spesso l'area geografica del nord-ovest dell'Italia e del sud della Francia, quindi un territorio che si affacciava sul bacino nord-occidentale del Mediterraneo.
La società iberica era divisa in diverse classi, inclusi re o capitribù (latino: "regulus"), nobili, sacerdoti, artigiani e schiavi. L'aristocrazia iberica, spesso chiamata "senato" dalle fonti antiche, si riuniva in un consiglio di nobili. Re o capi mantenevano le loro forze attraverso un sistema di obbligo o vassallaggio che i romani chiamavano "fides".
Gli Iberici adottarono il vino e l'uso delle olive e dell'olio d'oliva dai Greci. L'allevamento dei cavalli era particolarmente importante per gli iberici e la loro nobiltà. Molto importante per la loro economia era anche l'attività mineraria, in particolare le miniere d'argento vicino a Cadice e Cartagena, le miniere di ferro nella valle dell'Ebro, nonché lo sfruttamento dei giacimenti di stagno e rame. Producevano pregiati oggetti in metallo e armi in ferro di alta qualità come la falcata.
A partire dal V secolo a.C., i soldati iberici furono spesso schierati nelle battaglie come mercenari in Italia, Grecia, Sardegna e soprattutto in Sicilia per le loro qualità militari.

## Storia

### Le origini
Con ogni probabilità, i popoli iberici sono di origine autoctona e il loro sviluppo culturale e politico si deve al contatto con gruppi etnici presenti nella penisola. Ricordiamo, a questo proposito, i Fenici e i Greci, stanziati con proprie colonie commerciali in terra ispanica fin dall'VIII secolo a.C.
Gruppi iberici si diressero inoltre nell'attuale Francia meridionale. Il geografo greco Strabone affermava che parte della Gallia meridionale era abitata da genti di origine iberica, come testimoniavano la lingua e i tratti somatici dei popoli ivi stanziati, diversi da quelli dei Galli. Secondo taluni, nuclei di Iberi raggiunsero, in epoca preistorica (cultura del vaso campaniforme), anche la Sicilia, la Sardegna, l'Europa centrale e le isole britanniche.

### Espansione

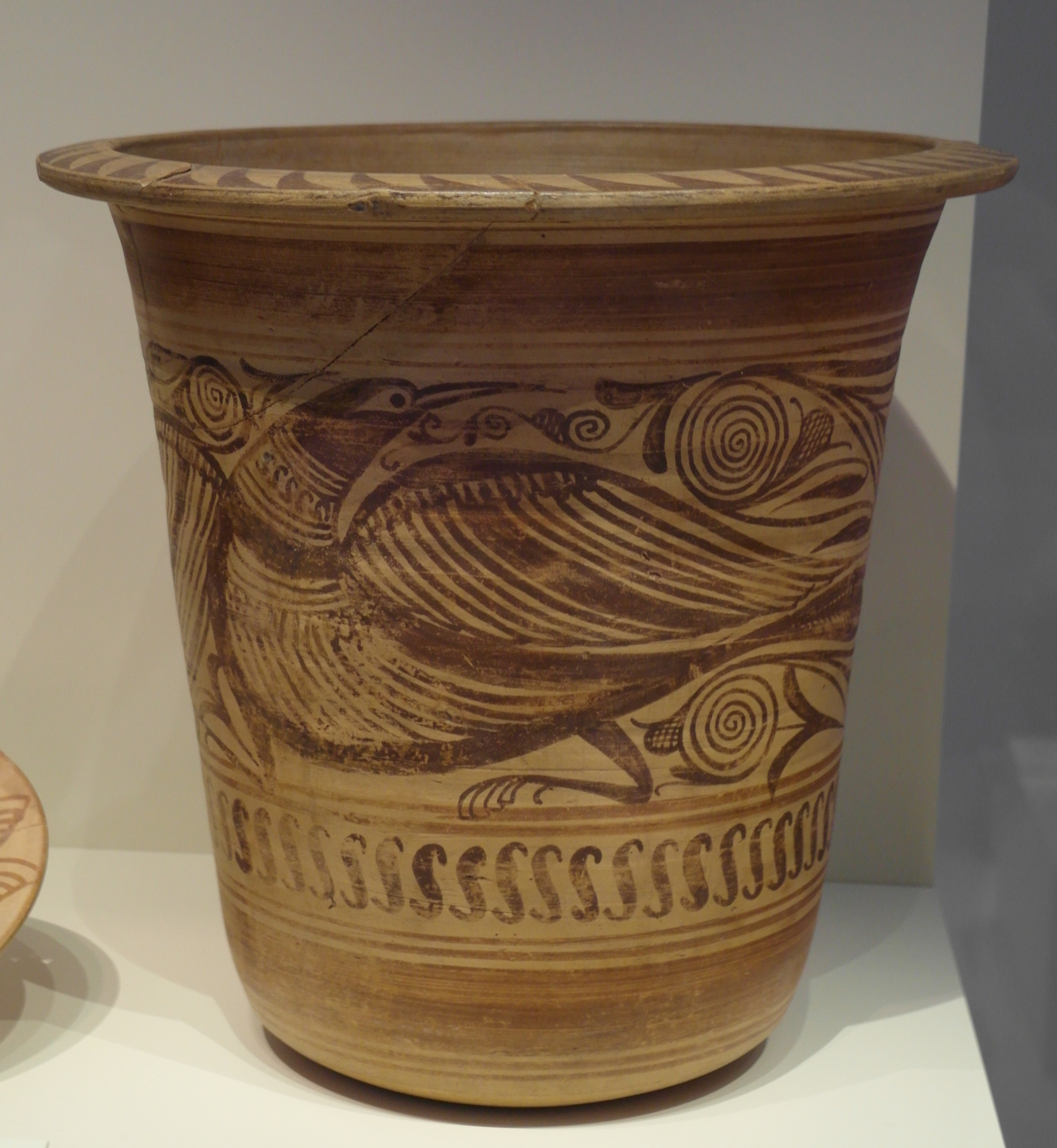
Ceramica iberica

La loro civiltà iniziò a svilupparsi solo alla fine del VI secolo a.C., subito dopo la caduta di Tartessos, in Andalusia, per poi diffondersi, nel secolo successivo, in tutto il levante spagnolo e, nel corso del IV e del III secolo a.C. anche nelle valli del Segura, dell'Ebro (assorbendo le precedenti popolazioni protoceltiche dei campi di urne) e in parte delle regioni pirenaiche. La zona propriamente "iberica" della futura Hispania romana finì in tal modo con l'estendersi dai Pirenei alle foci del Guadalquivir e oltre, comprendendo, attorno al 240 a.C., alla vigilia dell'invasione punica, oltre un terzo dell'attuale Stato spagnolo.
L'influenza degli Iberi andò ben oltre le proprie zone di stanziamento. Alcune popolazioni celtiche, già presenti da lungo tempo nell'altopiano (meseta) castigliano-aragonese (e per questo chiamate anche celtibere), adottarono dagli Iberi il sistema di scrittura e in primo luogo l'alfabeto, e in taluni casi si fusero con essi. Monete e oggetti artistici iberici sono state rinvenuti persino nell'attuale Portogallo e in alcune zone della Francia meridionale.

### Conquista romana
Gli Iberi furono assorbiti nello Stato romano, dopo strenua resistenza, fra la fine del III secolo a.C. e la fine del secolo successivo. Nonostante l'intensa latinizzazione cui furono sottoposti fin dai primi decenni della dominazione romana, conservarono la propria lingua, il proprio alfabeto, alcune delle divinità del proprio Pantheon e molti dei loro usi e costumi fino all'età augustea.

## Popoli Iberici
- Ausetani
- Bastetani
- Ceretani
- Cessetani
- Contestani
- Edetani

- Ilercavoni
- Ilergeti
- Indigeti
- Lacetani
- Laietani
- Sordoni

- Turdetani

## Società

### Insediamenti

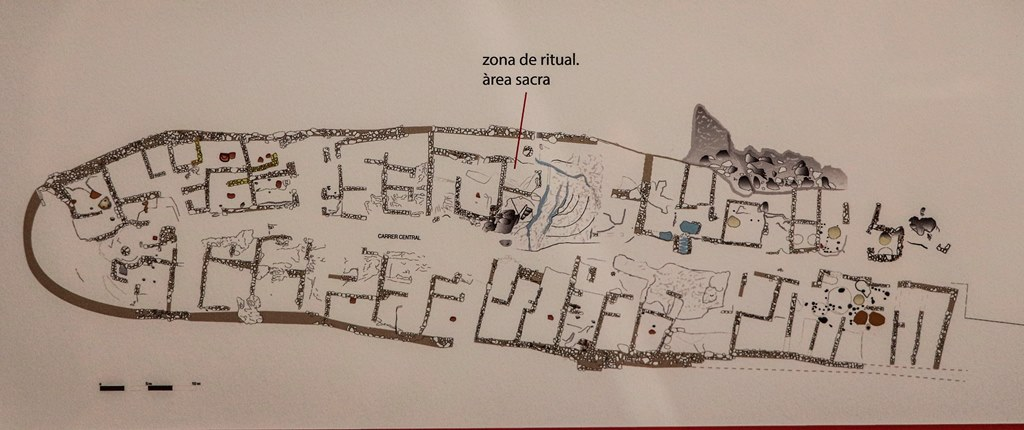
Maleses

Gli iberici vivevano in villaggi e oppida (insediamenti fortificati) e le loro comunità erano basate su un'organizzazione tribale. Gli iberici del Levante spagnolo erano più urbanizzati rispetto ai loro vicini delle regioni centrali e nordoccidentali della penisola iberica. I popoli semi-pastorali delle regioni centrali e nord-occidentali parlavano dialetti celtici e vivevano in villaggi sparsi, sebbene avessero anche alcune città fortificate come Numantia.

### Organizzazione militare

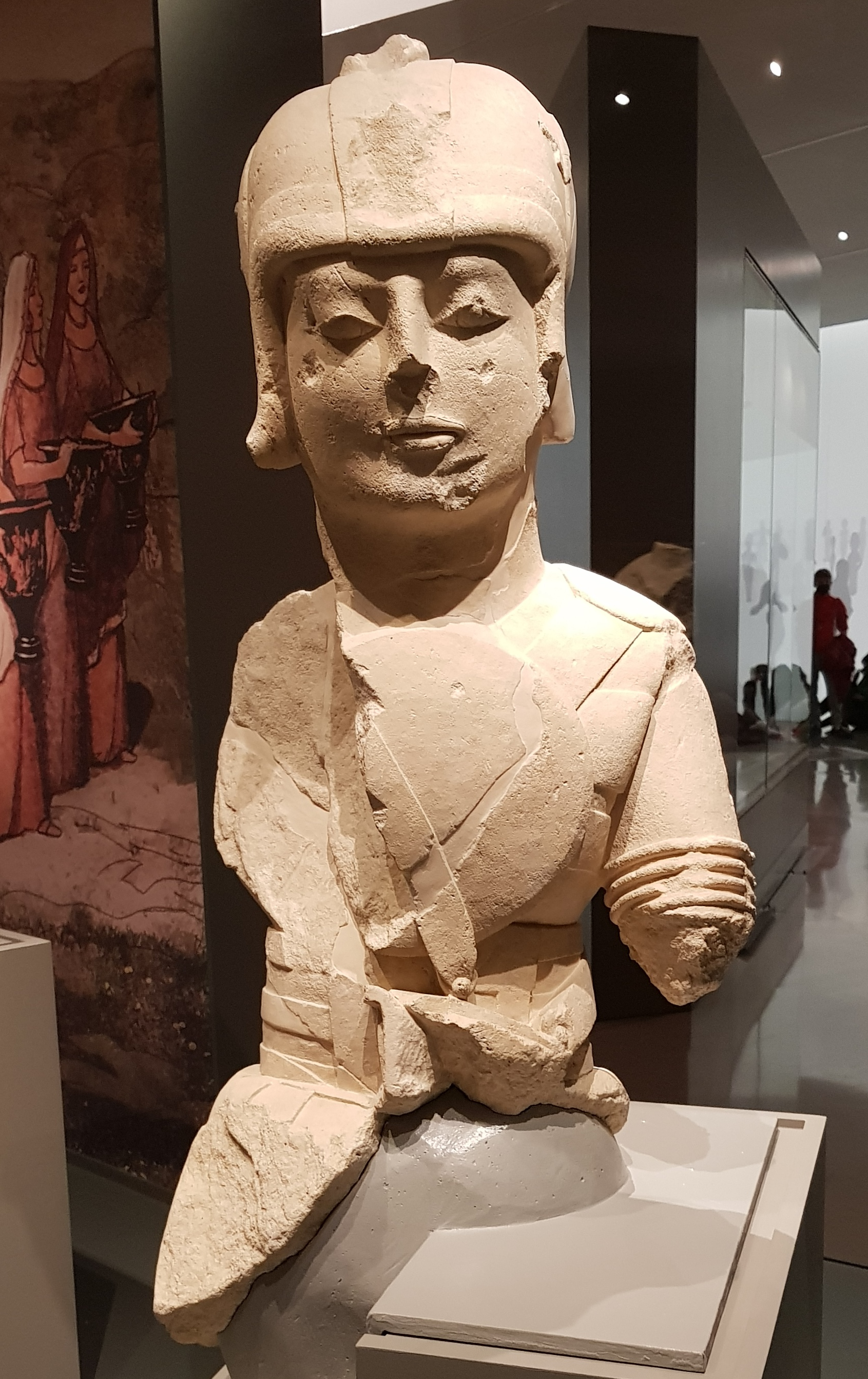
Scultura di guerriero ibero

Il personaggio del guerriero iberico fu descritto dai Greci, che rimasero affascinati dai soldati che si lanciavano in battaglia senza paura e senza andare in ritirata nemmeno quando la battaglia era ormai persa.
I guerrieri a cui si riferivano erano i mercenari iberici reclutati dai Greci per le loro guerre.
Anche i Romani successivamente ribadirono il carattere bellicoso degli Iberi, quando, dopo la rimozione della minaccia cartaginese, si lanciarono alla conquista della Spagna, trovandosi d'accordo con i Greci a proposito del coraggio e del disprezzo della morte in battaglia che mostravano gli Iberi, per il quale sia Roma che Cartagine li assumevano come mercenari. Roma si riferisce anche all'iberico come a un soldato molto leale.

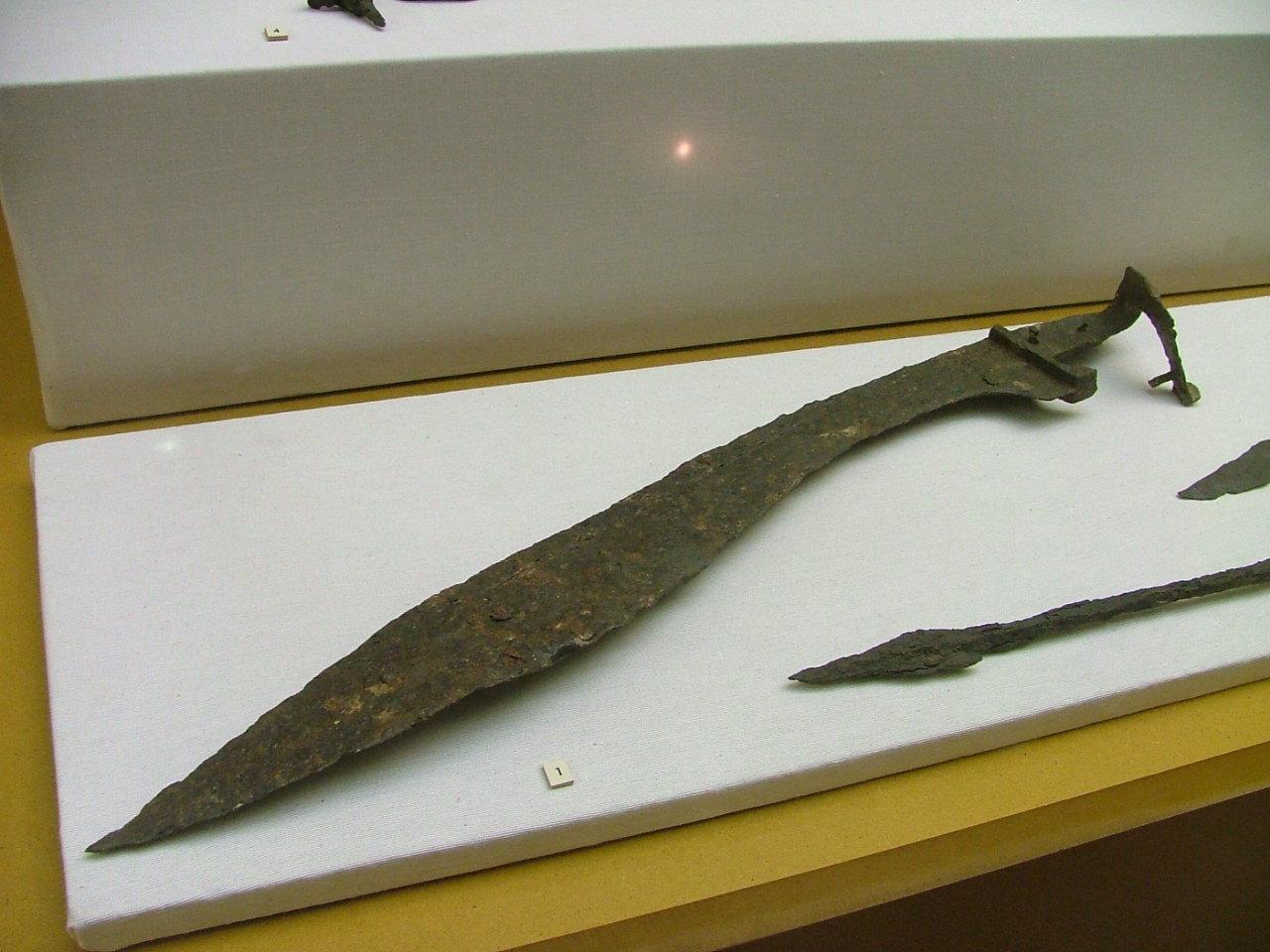
Falcata iberica

La "devotio", un giuramento che consacravano a qualche dio, al quale offrivano senza paura la loro vita e che li legava indissolubilmente al loro capo. Diventavano guardie del corpo estremamente leali: se il capo moriva in battaglia, loro o combattevano fino a morire o, se sopravvivevano alla battaglia, si suicidavano. La cosa che approvarono alcuni imperatori romani era che, attraverso questo rituale sacro, si potevano servire degli Iberi perché sapevano di avere assicurata la loro lealtà e che il valore e il coraggio di questi guerrieri li avrebbe protetti nelle circostanze più avverse e sfavorevoli.

## Religione

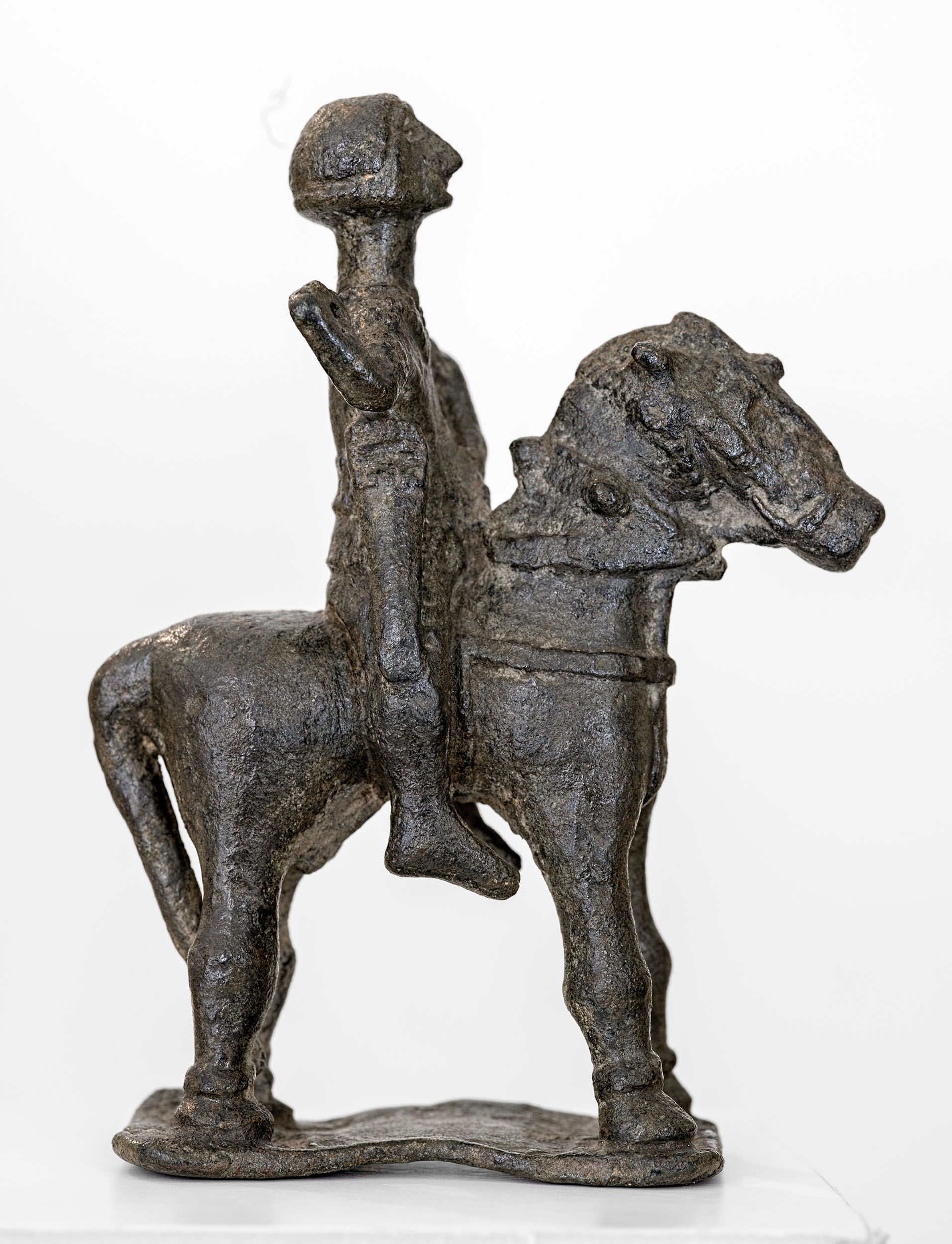
Ex voto iberico

La religione è un tema poco conosciuto della cultura iberica; tuttavia, negli ultimi tempi sono stati fatti passi avanti per quanto riguarda la sua conoscenza e la sua interpretazione. Le fonti più importanti sono costituite dai rinvenimenti archeologici e i testi scritti. I rinvenimenti principali sono costituiti dagli ex voto, oggetti votivi in bronzo, terracotta, pietra o ceramica.

### Usanze funebri

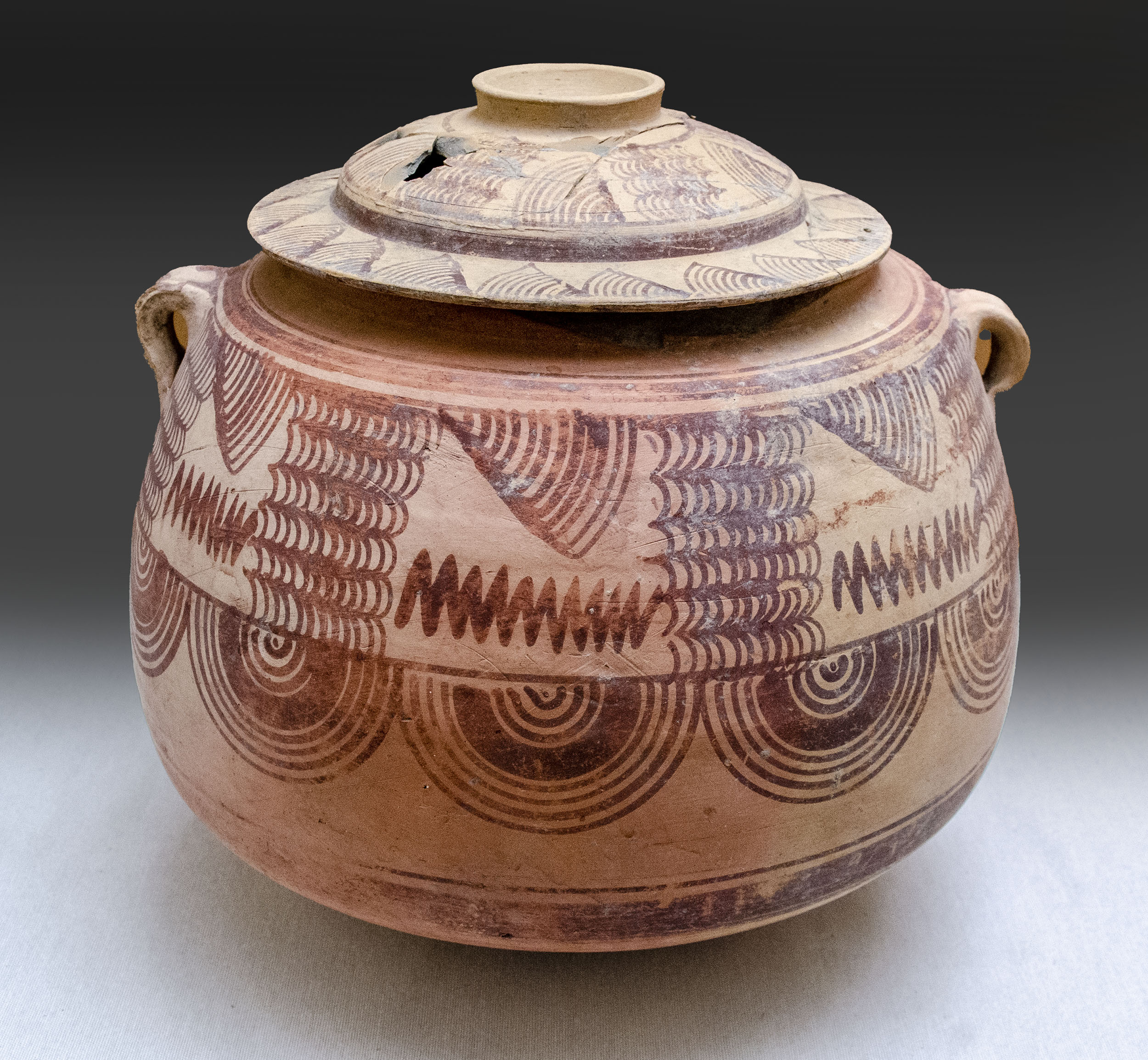
Urna cineraria

Gli Iberi cremavano i loro morti (tradizione introdotta dai popoli dei campi di urne) e le loro ceneri venivano riposte in urne cinerarie che venivano successivamente interrate accompagnate da un corredo funerario.

## Lingua

Principali aree linguistiche e popoli dell'Antica Iberia nel 300 a.C. circa. Il territorio occupato dagli Iberi è evidenziato in arancio

Pur esistendo una notevole quantità di iscrizioni iberiche (oltre milleottocento) che ha permesso la decifrazione dell'alfabeto relativo, la lingua (o le lingue) iberica (iberiche), continua ad essere poco conosciuta. È considerata una lingua preindoeuropea. Quel che si può asserire con sicurezza è che non aveva né un'origine semitica né indoeuropea. Alcuni studiosi considerano tale idioma antenato del basco, con cui presenta non poche affinità.

## Paleogenetica
Secondo uno studio di archeogenetica di Iñigo Olalde et al. del 2019, sebbene nell'area iberica vi sia stato un costante flusso migratorio di popolazioni discendenti dai pastori delle steppe occidentali dall'Eneolitico all'età del Ferro, «a differenza dell’Europa centrale o settentrionale, dove l’ascendenza steppica probabilmente ha segnato l’introduzione delle lingue indoeuropee, i nostri risultati indicano che, in Iberia, l’aumento dell’ascendenza steppica non è stato sempre accompagnato dal passaggio alle lingue indoeuropee».

## Galleria d'immagini

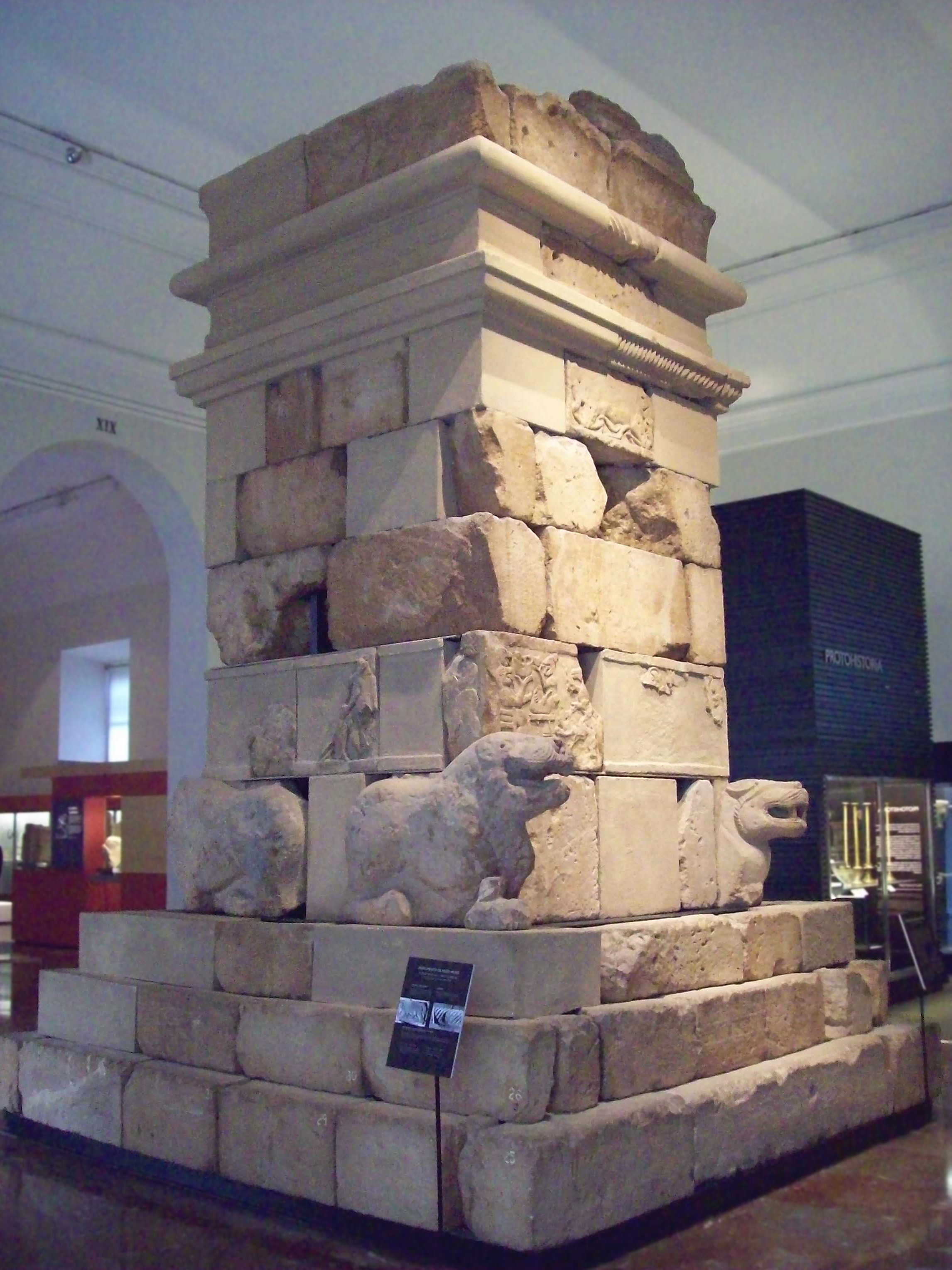
Mausoleo ibero del VI secolo a.C. (M.A.N., Madrid)
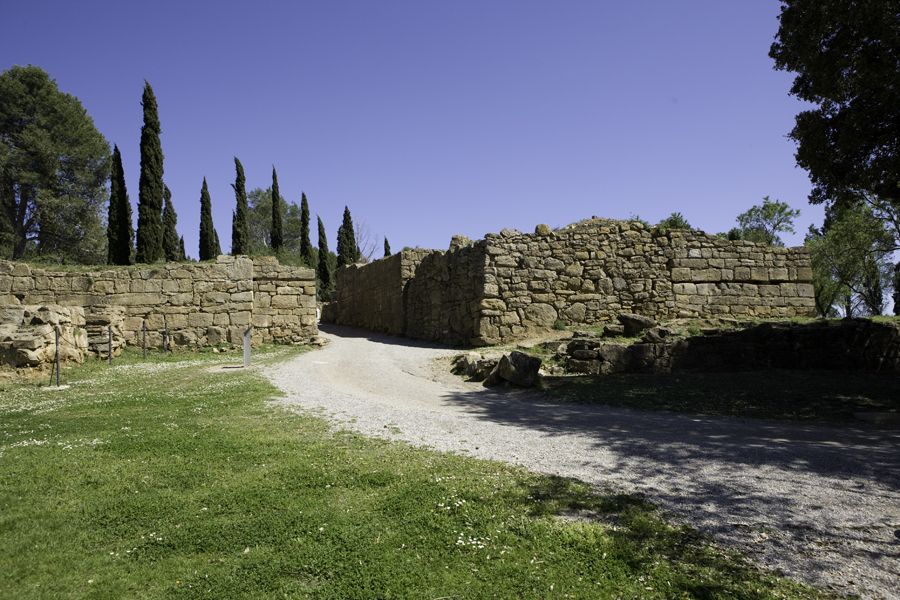
Città ibera a Ullastret (Girona)
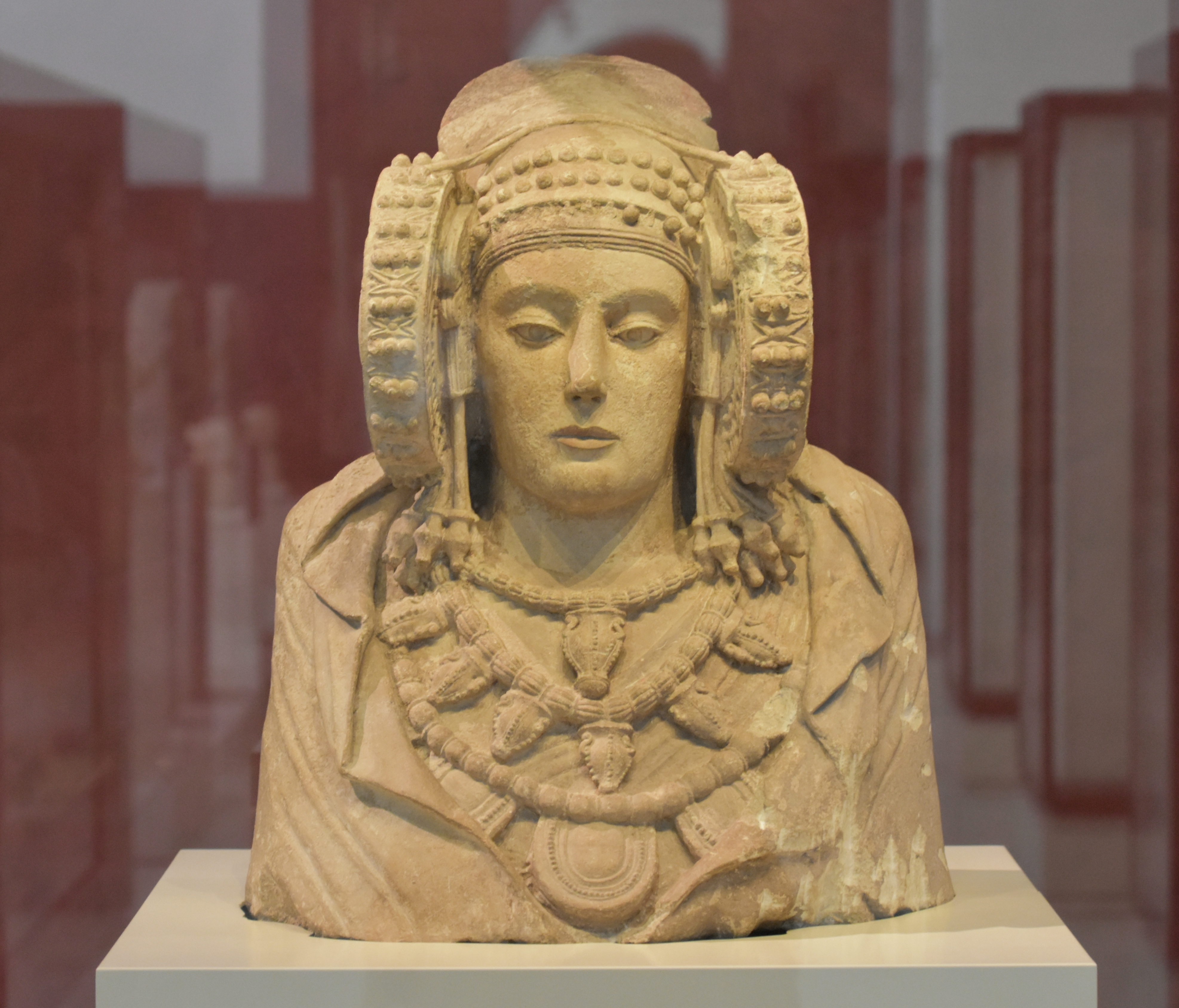
La Dama di Elche
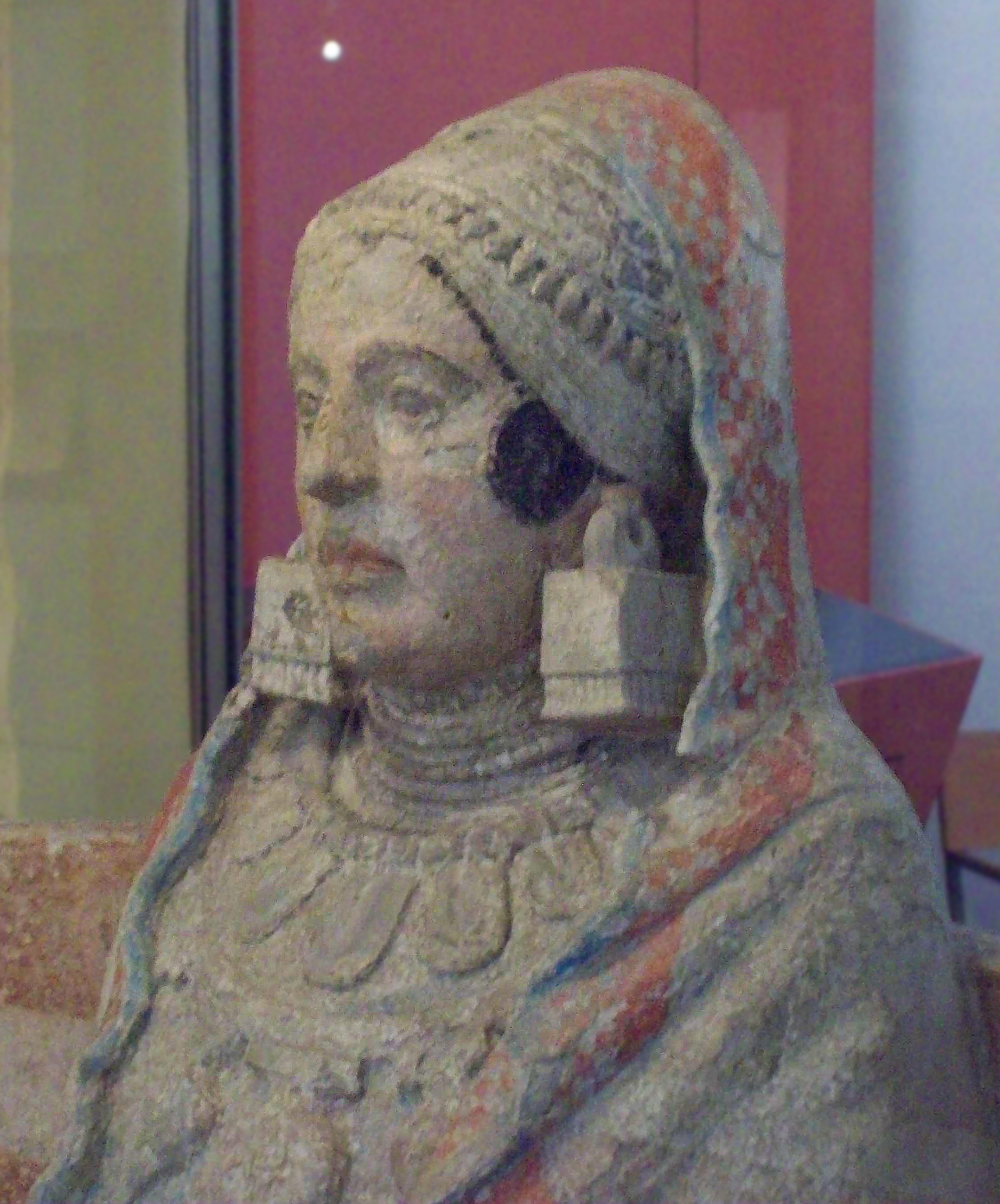
Dama di Baza